# Последний штрих (Пенза)
Памятник ювелиру «Последний штрих» установлен в Пензе на Московской улице в Ленинском районе города.

## История
Идея установить памятник ювелиру принадлежит жителю Пензы Максиму Ломоносову, который хотел посвятить его своему деду Владимиру Ломоносову, который был известным пензенским ювелиром. Эта идея понравилась пензенскому скульптору Герману Феоктистову, который вначале отлил её в виде бронзовой миниатюры. Эскиз был одобрен: с инициативой установки памятника в рамках благоустройства Московской улицы выступило управление архитектуры и градостроительства, поддержанное администрацией города Пензы. В итоге памятник было решено отлить из бронзы в человеческий рост за счёт средств, пожертвованных Максимом Ломоносовым. В работе над памятником участвовал также другой скульптор из Пензы Валерий Кузнецов. Сама скульптурная композиция была отлита в Смоленске.
Скульптурная композиция была установлена в пешеходной зоне Московской улицы рядом с бывшим магазином «Жемчуг». Памятник изображает собирательный облик ювелира и не похож на своего прототипа. Он представляет собой сидящего на стуле ювелира в одежде XIX в., внимательно рассматривающего кольцо в руке. На столике перед ним стакан, за столиком изображена фигура кота. На листе бумаги рукописным шрифтом написано:
Ломоносову Владимиру Евгеньевичу посвящается
Памятник был открыт 12 сентября 2013 г. в 16.00 в честь празднования 350-летия со дня основания города Пензы. В церемонии открытия приняли участие губернатор Пензенской области Василий Бочкарёв, главный архитектор Пензы Дмитрий Полишко, заместитель начальника Управления капитального строительства Пензы Александр Иванов.
Памятник сразу же приобрёл свои легенды. Согласно одной из них, если продеть палец в кольцо, непременно встретишь свою вторую половинку, согласно другой легенде надо посмотреть сквозь кольцо в глаз ювелиру, потереть его ботинок и загадать желание, которое непременно сбудется. Так это или не так — история умалчивает, но кольцо и указательный палец скульптуры до блеска отполированы прикосновениями прохожих. Памятник также является излюбленным местом для фотографирования на память.
Кроме интереса прохожих памятник привлёк и внимание вандалов — вначале была отломана ложка в кружке, а затем — в мае 2014 года — вандалы отломали кольцо, которое внимательно рассматривал ювелир, держа его в левой руке. В итоге ювелир некоторое время показывал горожанам какой-то непонятный жест. Осенью 2014 года и ложка в кружке и кольцо в руке ювелира были восстановлены, и памятник обрёл свой первоначальный вид.